# Parapalaeosepsis apicalis
Parapalaeosepsis apicalis är en tvåvingeart som först beskrevs av de Meijere 1906.  Parapalaeosepsis apicalis ingår i släktet Parapalaeosepsis och familjen svängflugor. Inga underarter finns listade i Catalogue of Life.